# Per Vilhelm Brüel
Per Vilhelm Brüel (født 6. marts 1915 i København, død 2. april 2015) var en dansk civilingeniør og sammen med Viggo Kjær grundlægger af virksomheden Brüel & Kjær, der producerer akustisk måleudstyr.

## Karriere
Brüel studerede til elektroingeniør på Polyteknisk Læreanstalt (det nuværende Danmarks Tekniske Universitet) i Kgs. Lyngby, hvor han mødte Viggo Kjær.
Efter endt uddannelse i 1939 blev han assistent for P.O. Pedersen og herefter for Christian Nøkkentved. Sammen med Kjær arbejde han i fritiden med at udvikle et akustisk måleapparat. Det første færdige apparat stod klar i 1941, og var det første i verden. I 1943 blev han ansat i en svensk virksomhed i Stockholm som afdelingschef, og i årene 1944-1947 var han forstander for det akustisk laboratorium på Chalmers tekniska högskola i Göteborg, og fra 1945 docent på stedet. Samme år var han blevet dr.techn.
Samtidig samarbejde han med Kjær i deres fælles virksomhed Brüel & Kjær, der blev grundlagt i 1942. I 1948 gik han over til at bruge fuld tid i deres virksomhed, som de købte en bygning til i Nærum dette år. Sammen ledede de firmaet frem til 1991, hvor Brüel forlod bestyrelsen. Ved Murens fald havde virksomheden mistet mange kunder og derved indtægter, og Brüel & Kjær blev derfor solgt i 1992. I en alder af 77 år etablerede Brüel virksomheden Acoustics med en ven og kollega fra Italien i 1992.

## Privatliv
Brüel var søn af skovrider og kammerherre Gustaf Ludvig Bang Brüel (1887–1969) og Else Østrup (1895–1972) og var bror til skovrider Torben L. Brüel. I 1939 blev han gift med Drude Marstrand. De blev skilt i 1958. Han blev gift anden gang i 1973 med Birgitte Bonnevie (1936-2007), der var datter af professor Poul Bonnevie (1907-1990).
Tipoldefaren, Georg Wilhelm Brüel blev født i 1725 i Tyskland, men kom til Danmark, hvor han blev forstmand. Dennes søn og sønnesøn var ligeledes ansat i forstvæsenet.
Han boede i Gammel Holte i sit hus, Gammel Holtevej 97, på en grund på 12.000 m².

## Tillidshverv
- 1962-1968: Formand for Motorflyverrådet
- 1967-1996: Vicepræsident i Fédération Aéronautique Internationale
- 1972-1978: Medlem af repræsentantskabet for Danmarks Nationalbank
- 1974-1985: Medlem af Miljøankenævnet
- 1996-2001: Formand for FAI Environmental Committee

## Hæder
- 1974: Rayleigh Medal
- 1978: Æreshåndværker, Haandværkerforeningen i Kjøbenhavn
- 1979: Æresdoktor ved Chalmers tekniska högskola
- 1979: Medlem af National Academy of Engineering (USA)
- 1981: Diplôme Paul Tissandier
- 1981: Luftfartspokalen
- 1982: Sølvmedalje fra Acoustical Society of America
- 1988: Sølvmedalje fra Audio Engineering Society (USA)
- 1989: Æresdoktor ved Università di Bologna
- 1990: Æresprofessor ved Shenyang University
- 1991: Æresprofessor ved České vysoké učení technické v Praze
- 1991: Æresprofessor ved Tongji University
- 1991: Æresdoktor ved Technische Universität Dresden
- 1991: Æresdoktor ved University of Salford
- 1992: Æresprofessor ved Uniwersytet Jagielloński
- 2001: Lord Rayleigh's Award
- 2003: Æresprofessor ved Seoul University
- 2005: Vinder af projektkonkurrencen Nordjysk Guld